# Rio Maribyrnong
O rio Maribyrnong é um rio perene da bacia hidrográfica de Port Phillip, localizado nos subúrbios noroeste de Melbourne, no estado australiano de Vitória.